# Festival Fringe de Edimburgo

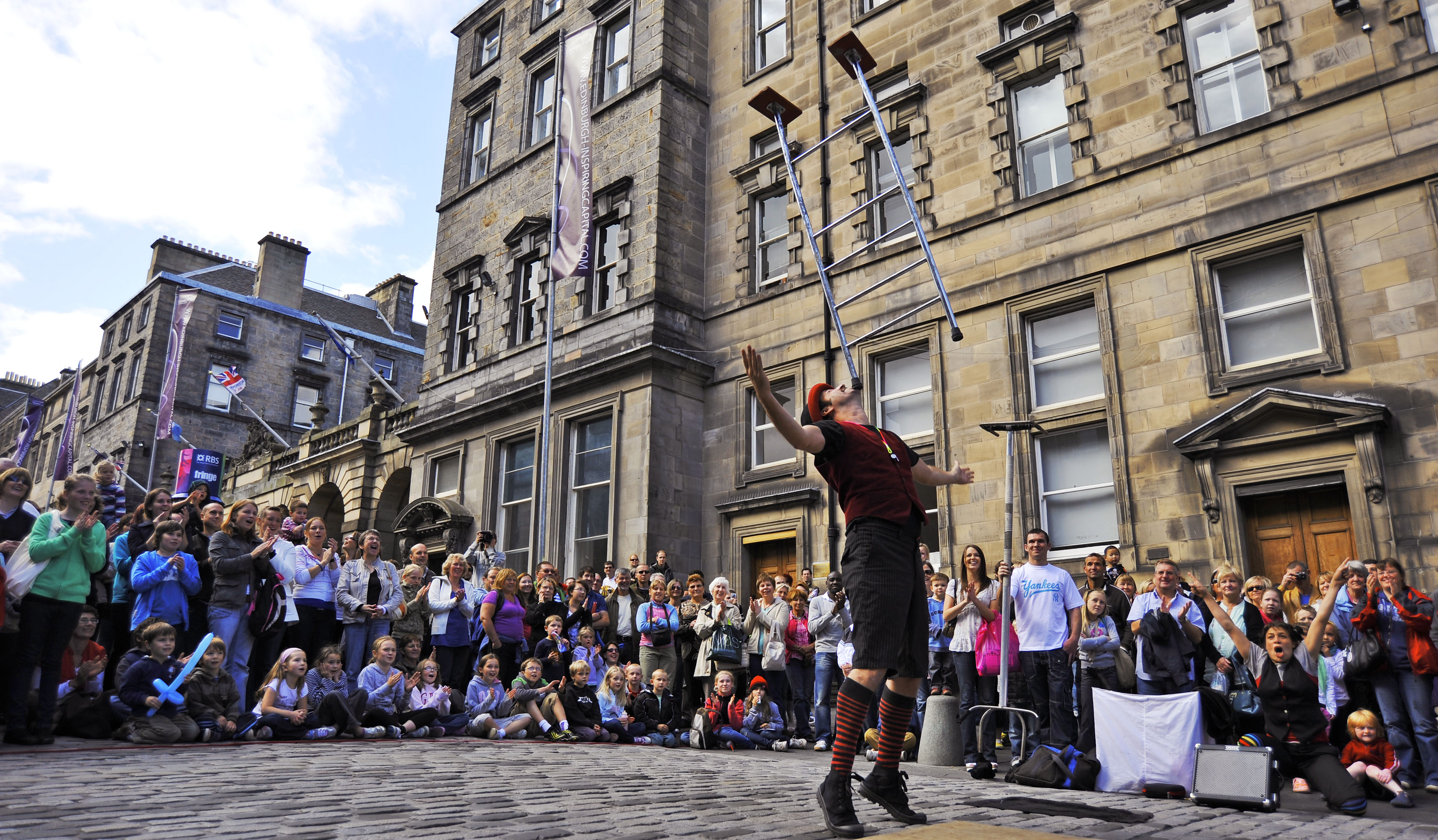
Um artista de rua, na High Street, em 2010.

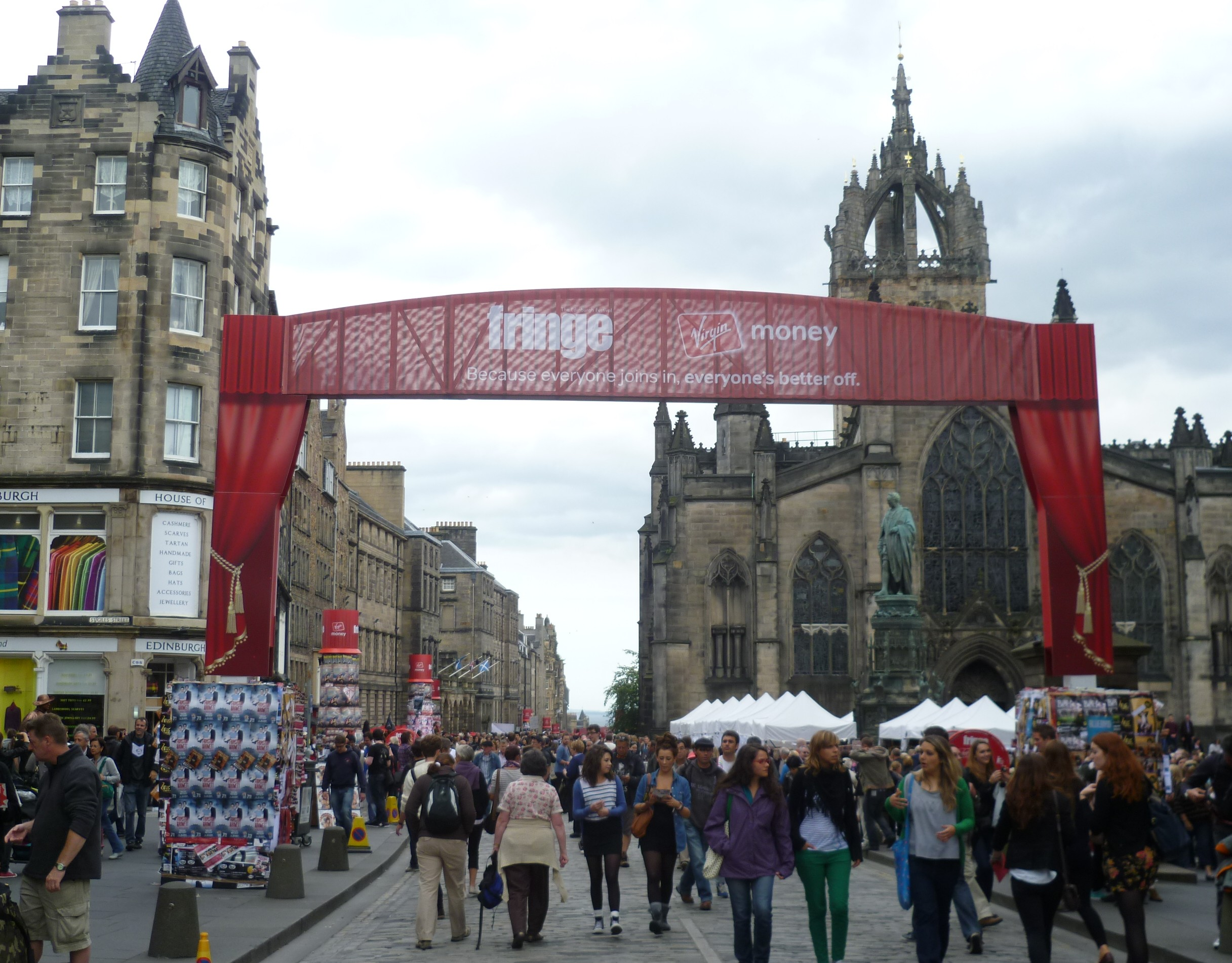
Entrada para a High Street, apresentações de rua.

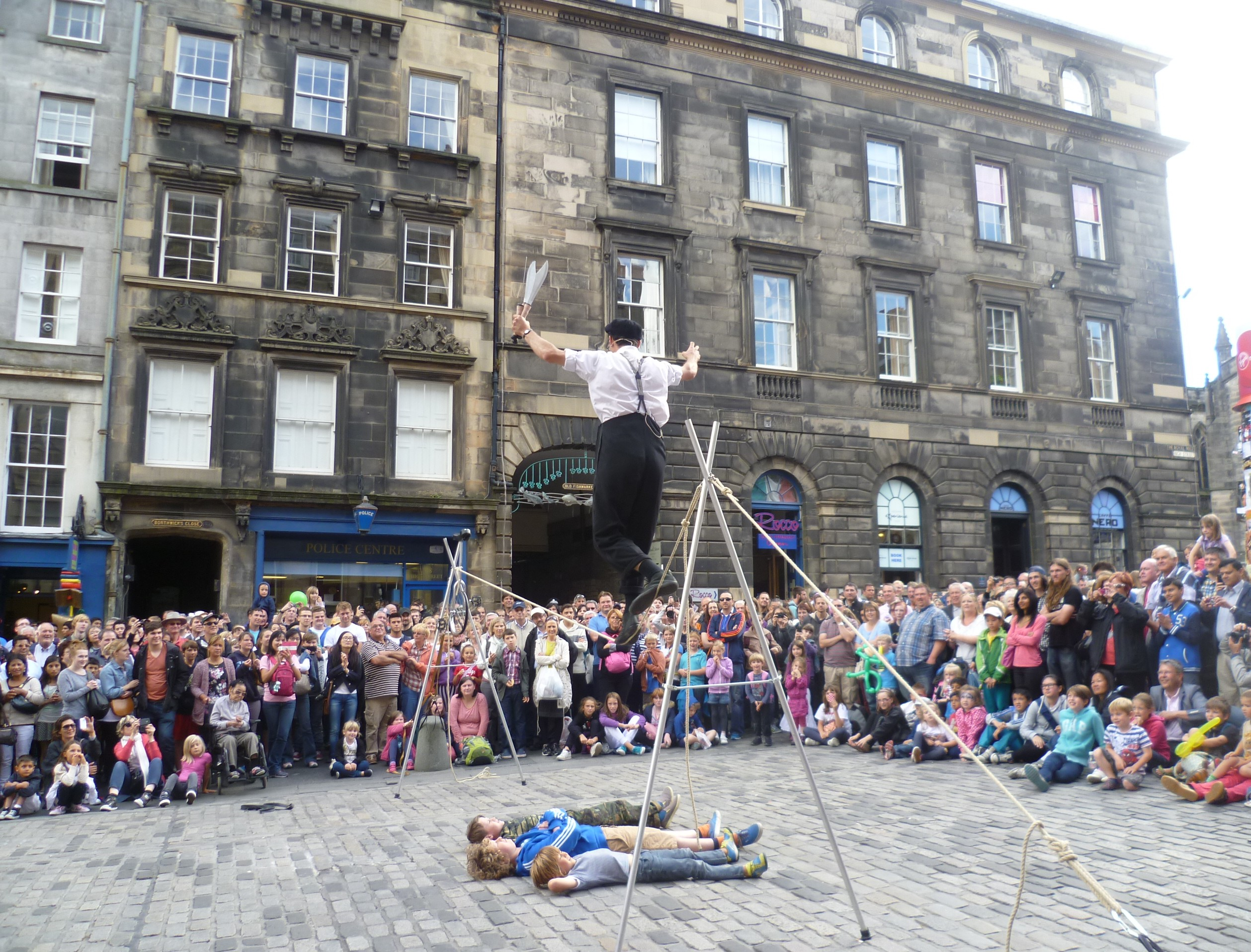
Artista de rua na High Street

O Festival Fringe de Edimburgo (também conhecido como The Fringe ou Edinburgh Fringe, ou Edinburgh Fringe Festival ) é o maior festival de artes do mundo. Em 2018 durou 25 dias e contou com mais de 55.000 apresentações de 3.548 shows diferentes em 317 locais. Fundado em 1947, como alternativa ao Festival Internacional de Edimburgo, tem lugar anualmente em Edimburgo, na Escócia, durante o mês de agosto.  O Festival Fringe de Edimburgo é uma celebração mundial de arte e cultura, superada apenas pelas Olimpíadas e pelo Campeonato do Mundo de Futebol em termos de bilheteira. Trata-se de um evento que "fez mais para colocar Edimburgo na vanguarda das cidades mundiais do que qualquer outra coisa".

## Organização
É um festival de artes cénicas de acesso livre (“sem júri”), ou seja, não há comissão de seleção e qualquer pessoa pode participar, em qualquer tipo de espetáculo. O Programa oficial do Fringe classifica as apresentações em seções de teatro, comédia, dança, teatro físico, circo, cabaré, espetáculos infantis, musicais, ópera, música, palavra falada, exposições e eventos. A seção de comédia é a de maior dimensão, com mais de um terço do programa, e a que nos tempos modernos atrai mais público, em parte devido aos Prémios de Comédia de Edimburgo .
Em 2020, o festival Fringe foi cancelado, tal como todos os outros grandes festivais de Edimburgo, programados para ocorrer no verão, devido à pandemia de COVID-19. No entanto, o festival de 2020 apresentou um único espetáculo ao vivo, o de Nathan Cassidy com o seu show de stand-up "Observational". Os organizadores anunciaram que o festival de 2021 ocorreria entre 6 e 30 de agosto de 2021.